# Rebecca Huys
Rebecca Huys (Wilrijk, 16 december 1974) is een Vlaams actrice.

## Biografie
Na een opleiding Woordkunst-Drama aan de Kunsthumaniora Brussel studeerde Huys in 1997 af aan de afdeling toneel van het Herman Teirlinck Instituut. Behalve op tv is ze ook te zien geweest in diverse theaterproducties. Daarnaast heeft ze zelf ook enkele theaterstukken geschreven waaronder 'Pad van dromen'.
Grote bekendheid kreeg ze door haar rol Merel Vanneste in de politieserie Flikken.
In deze serie speelt ze vanaf de eerste reeks mee. In de derde reeks werd haar rol wat kleiner in verband met haar zwangerschap. In mei 2001 beviel ze van haar dochtertje Otis. Eind 2005 heeft ze de serie verlaten (Deze afleveringen zijn in 2007 uitgezonden).

## Theateroverzicht
- Dwarreloogst (2016) (monoloog)
- Droomreizigers (2008/2009)
- Pepe's Eiland (2007/2008)
- Fanfaresoep (2006/2007) (regie-assistente)
- Ivonne en de ruitenwasser (2005/2006)
- Pad van Dromen (1999 t/m 2001)
- Krant & Fantastisch (1998 t/m 2000)
- Bron (1997 t/m 1999)
- Tarik (1998/1999)
- A lie of the mind (1996/1997)
- De Minnaars (1996/1997) (acteur, bewerking en vertaling)
- Moeders (1996/1997)
- Liebelei 1995/1996)

## Tv-overzicht
- Merlina aflevering 'De Zakkenvuller' in de rol van Nele De Koster
- Flikken (televisieserie) (1999 t/m 2007) in de rol van Merel Vanneste
- Witse (2008) Aflevering 'Corvette' in de rol van Mia Nuyens
- Aspe (televisieserie) (2010) Aflevering 'Nieuw Leven' in de rol van Anja Notelaar
- De Ridder (2015)